# Intorno alla mia cattiva educazione
Intorno alla mia cattiva educazione è l'unico album in studio del gruppo musicale italiano Alusa Fallax, pubblicato nel 1974 dalla Fonit Cetra.

## Tracce
Lato A
1. Soliloquio – 3:00 (Massimo Parretti)
2. Non fatemi caso – 4:30 (Mario Cirla, Massimo Parretti)
3. Intorno alla mia cattiva educazione – 4:10 (Massimo Parretti)
4. Fuori di me, dentro di me – 3:02 (Mario Cirla, Massimo Parretti)
5. Riflessioni al tramonto – 3:05 (Mario Cirla, Massimo Parretti)
6. Il peso delle tradizioni – 1:40 (Massimo Parretti)
7. Carta carbone – 3:36 (Mario Cirla, Massimo Parretti)

Lato B
1. Perché ho venduto il mio sangue – 1:45 (Mario Cirla, Massimo Parretti)
2. Per iniziare una vita – 4:20 (Mario Cirla, Massimo Parretti)
3. È oggi – 3:15 (Massimo Parretti)
4. È così poco quel che conosco – 2:32 (Mario Cirla, Massimo Parretti)
5. Ciò che nasce con me – 4:13 (Mario Cirla, Massimo Parretti)
6. Splendida sensazione – 5:50 (Massimo Parretti)

## Formazione
- Massimo Parretti – pianoforte, organo, clavicembalo, ARP
- Duty Cirla – percussioni, campane, flauto dolce, voce solista
- Guido Gabet – chitarra elettrica e acustica, voce
- Guido Cirla – chitarra, basso, voce
- Mario "Giondo" Cirla – flauto, sassofono tenore e contralto, corno, voce